# Palacio Concha-Cazotte
El Palacio Díaz-Gana fue un inmueble de estilo neomorisco que estaba ubicado en lo que actualmente es el barrio Concha y Toro en Santiago, Chile. Construido por solicitud de José Díaz Gana, propietario del mineral de plata más grande de la época en Chile. Luego pasaría a llamarse Palacio Concha-Cazotte, y fue demolido en 1935 debido a las deudas adquiridas por el despilfarro de la familia de Díaz.[cita requerida]

## Historia
Su primer propietario fue José Díaz Gana, magnate de la minería, quién adquirió en 1872 la quinta. Se comenzó ese mismo año la construcción de la mansión, que fue terminada en 1875. Pero durante la crisis económica de Chile de 1876, Díaz Gana perdió el palacio y la quinta de la Alameda recién terminado sin alcanzar a hacer uso de estos.
Enrique Concha y Toro se convirtió en el nuevo dueño y la mansión pasó a llamarse palacio Concha-Cazotte, en cuyos 3500 m² se desarrolló durante más de 40 años gran parte del acontecer de la vida social santiaguina. Concha y Toro y su cónyuge Teresa Cazotte adquirieron numerosas obras de arte que convirtieron la mansión en una verdadera galería compuesta principalmente por cuadros de los siglos XVI, XVII y XVIII. Entre las pinturas que adornaban el palacio se pueden mencionar David con cabeza de Goliath, de Rubens; Anunciación a los pastores, del holandés Berghen, tres cuadros del francés Le Bourguignon, que fueron sometidos en París a un examen para garantizar su autenticidad; además, óleos de los italianos Luca Barbieri, Andrea del Sarto, los Carracci y Domenico Zampieri; de los flamencos David Teniers el Viejo y Abraham van Diepenbeeck, de los españoles Alonso Cano y José Ribera; un Melchor Pérez de Holguín del siglo XV; así como esculturas de esculturas de Eugène-Antoine Aizelin y Paul Dubois y otros; dos bronces de Pradia con pedestales tallados en ébano y caoba, 2 Venus de mármol de Carrara con pedestal.
Los Concha Cazotte fueron conocidos por organizar fiestas y bailes en su propiedad, de estos el más renombrado fue aquel que organizaron en 1912 y que dio de hablar por más de díez años. De ese baile se imprimió un libro donde salen fotografiados los asistentes vistiendo los disfraces utilizados. A medida que la familia fue perdiendo su patrimonio económico y vendiendo sus antiguas posesiones hasta que en 1922, año en que falleció Enrique Concha, su viuda, decidió urbanizar la quinta. Para ello encargó su loteo a Arturo Besa Rodríguez, también industrial minero. La idea era reproducir en la antigua quinta un barrio europeo que había visitado Teresa en su juventud y del que quedó encantada, de tal modo se construyó un barrio de calles cortas y curvas entre cruzadas entre sí. 
Es así como nace el barrio Concha y Toro, en el lugar donde estaban los antiguos jardines se construyó el Teatro Carrera, hoy monumento nacional, quedando el palacio ubicado atrás del teatro, entre las calles Maturana y Concha y Toro
Tras la muerte de Teresa en 1932, sus hijos remataron la galería de cuadros, las esculturas, las lámparas, muebles y chimeneas de la casa el 5 de septiembre de ese año. Además se vendió el palacio, que fue demolido en 1935 y en su lugar se construyeron nuevas casas, entre las que se contaban las de los descendientes ella.

## Arquitecto
El diseño de este palacio quedó en manos del alemán Teodoro Burchard, radicado en Valparaíso desde 1855 y máximo exponente del estilo neogótico en Chile. Sin embargo, en Santiago, diseñó el fastuoso Palacio Díaz Gana con otro estilo.

## Estilo
De estilo absolutamente romanticista, es la recreación de una fantasía morisca entre bizantina e islámica, los diseños islámicos estaban entreverados en una planta y en arcos exteriores en los que se alternaban los arcos de medio punto con los de herradura y los cuerpos laterales rematados en almenas medievales. Se destacan las lacerías piramidales que rematan los cuatro arcos de herradura de los laterales de la fachada y mucho más elaboradas las del piso central. 
Disponía de tres cúpulas islámicas, dos minaretes que sobrepasaban con creces las cúpulas laterales e igualaban la central, resultando una hibridación de torreones islámicos con campaniles bizantino venecianos. 
En su interior tenía tres chimeneas, dos de mármol y una de ónix con aplicaciones del material anterior.

## Ubicación
La construcción tenía 3500 m² de superficie y su acceso principal estaba ubicado en la alameda de las Delicias; se encontraba casi al centro de una quinta que pertenecía a la orden de los Mercedarios. Dicha quinta tenía por límites la avenida Alameda de las Delicias por el sur, la calle Erasmo Escala por el norte, el Liceo de Aplicación por el poniente y el Palacio Elguín (también diseñado por Burchard) por el oriente. Tenía lujosos jardines, fuentes con juegos de aguas, una laguna con puentes, una gruta y diversas esculturas traídas desde Europa.